# Ion Moraru
Ion Moraru (n. 1 decembrie 1949, Provița de Sus, județul Prahova, Republica Populară Română) este un fost senator român în legislatura 2004-2008 ales în județul Bacău, pe listele partidului PSD.

## Biografie
Ion Moraru s-a născut în data de 1 decembrie 1949, în comuna Provița de Sus, județul Prahova.
În decursul legislaturii 2004-2008, Ion Moraru a fost membru în grupurile parlamentare de prietenie cu Republica Socialistă Vietnam, Marele Ducat de Luxemburg, Japonia și Regatul Danemarca.
În perioada iunie 2009 - mai 2012 a deținut funcția de Secretar General al Senatului.
În mai 2012, Ion Moraru a fost numit secretar general al Guvernului.

## Averea
În calitate de acționar la firma Bucharest Arena, Ion Moraru a cumpărat în 2007 Palatul Știrbey cu 9 milioane euro.